# Гржимали, Войтех (младший)
Войтех Гржимали (чеш. Vojtěch Hřímalý; 30 июля 1842, Пльзень, Пльзень-город, Чехия — 15 июня 1908, Вена, Австро-Венгрия) — чешский композитор, скрипач, дирижёр. Сын органиста Войтеха Гржимали, брат Марии, Яна, Яромира и Богуслава Гржимали, отец Отакара Гржимали.
Окончил Пражскую консерваторию (1861) по классу Морица Мильднера. В 1868—1873 годах концертмейстер оркестра Пражского национального театра. С 1874 года дирижёр и директор музыкального училища в Черновцах; среди его учеников был Евсевий Мандычевский. С 1887 года во Львове.
Из сочинений Гржимали наибольшим успехом пользовались комические оперы «Зачарованный принц» (чеш. Zakletý princ; 1872, Прага) и «Швандя дударь» (чеш. Švanda dudák; 1896, Пльзень). Гржимали также писал камерную и симфоническую музыку, песни.